# Thereuopoda
A Thereupoda nem a pókszázlábúak egyik csoportja, amely Ázsia trópusi és szubtrópusi területein honos. Általában nagy méretűek, legnagyobb testű képviselőjük az óriás pókszázlábú. A nem fajainak száma vitatott kérdés, ma általában négy és nyolc közötti elfogadott fajról szólnak a rendszertanok. A csoport ennek ellenére változatos küllemű, illetve éppen ezért vitathatóak a besorolások. Az egyes fajokon belül is alakgazdagok.
Minden fajuk aktív ragadozó.